# Tumán
Tumán es una ciudad peruana, asimismo, es capital del distrito de Tumán, provincia de chiclayo, en el departamento de Lambayeque. Tumán se ubica a una altitud de 71 m s. n. m. Esta ciudad se encuentra a 15.8 km de Chiclayo.

## Demografía
Según el Directorio Nacional de Centros Poblados, la ciudad cuenta con una población de 24 260 habitantes para el 2017. La población distrital asciende a 27 782, y se estima que sea de 29 773 habitantes para el 2020.

## Clima
| Parámetros climáticos promedio de Tumán (territorios entre 0 - 500 m s. n. m.). | Parámetros climáticos promedio de Tumán (territorios entre 0 - 500 m s. n. m.). | Parámetros climáticos promedio de Tumán (territorios entre 0 - 500 m s. n. m.). | Parámetros climáticos promedio de Tumán (territorios entre 0 - 500 m s. n. m.). | Parámetros climáticos promedio de Tumán (territorios entre 0 - 500 m s. n. m.). | Parámetros climáticos promedio de Tumán (territorios entre 0 - 500 m s. n. m.). | Parámetros climáticos promedio de Tumán (territorios entre 0 - 500 m s. n. m.). | Parámetros climáticos promedio de Tumán (territorios entre 0 - 500 m s. n. m.). | Parámetros climáticos promedio de Tumán (territorios entre 0 - 500 m s. n. m.). | Parámetros climáticos promedio de Tumán (territorios entre 0 - 500 m s. n. m.). | Parámetros climáticos promedio de Tumán (territorios entre 0 - 500 m s. n. m.). | Parámetros climáticos promedio de Tumán (territorios entre 0 - 500 m s. n. m.). | Parámetros climáticos promedio de Tumán (territorios entre 0 - 500 m s. n. m.). | Parámetros climáticos promedio de Tumán (territorios entre 0 - 500 m s. n. m.). |
| Mes                                                                             | Ene.                                                                            | Feb.                                                                            | Mar.                                                                            | Abr.                                                                            | May.                                                                            | Jun.                                                                            | Jul.                                                                            | Ago.                                                                            | Sep.                                                                            | Oct.                                                                            | Nov.                                                                            | Dic.                                                                            | Anual                                                                           |
| ------------------------------------------------------------------------------- | ------------------------------------------------------------------------------- | ------------------------------------------------------------------------------- | ------------------------------------------------------------------------------- | ------------------------------------------------------------------------------- | ------------------------------------------------------------------------------- | ------------------------------------------------------------------------------- | ------------------------------------------------------------------------------- | ------------------------------------------------------------------------------- | ------------------------------------------------------------------------------- | ------------------------------------------------------------------------------- | ------------------------------------------------------------------------------- | ------------------------------------------------------------------------------- | ------------------------------------------------------------------------------- |
| Temp. máx. media (°C)                                                           | 30.1                                                                            | 30.8                                                                            | 31.2                                                                            | 29.9                                                                            | 27.8                                                                            | 25.7                                                                            | 24.6                                                                            | 24.2                                                                            | 23.7                                                                            | 25.3                                                                            | 26.3                                                                            | 29                                                                              | 27.4                                                                            |
| Temp. media (°C)                                                                | 24.8                                                                            | 25.7                                                                            | 25.8                                                                            | 24.7                                                                            | 22.9                                                                            | 21.1                                                                            | 20                                                                              | 19.6                                                                            | 19.6                                                                            | 20.5                                                                            | 21.2                                                                            | 23.3                                                                            | 22.4                                                                            |
| Temp. mín. media (°C)                                                           | 19.6                                                                            | 20.6                                                                            | 20.5                                                                            | 19.5                                                                            | 18                                                                              | 16.5                                                                            | 15.4                                                                            | 15                                                                              | 15.6                                                                            | 15.7                                                                            | 16.2                                                                            | 17.6                                                                            | 17.5                                                                            |
| Fuente: climate-data.org                                                        |                                                                                 |                                                                                 |                                                                                 |                                                                                 |                                                                                 |                                                                                 |                                                                                 |                                                                                 |                                                                                 |                                                                                 |                                                                                 |                                                                                 |                                                                                 |